# Udea chytropa
Udea chytropa là một loài bướm đêm thuộc họ Crambidae. Nó là loài đặc hữu của Kauai và Oahu.
Ấu trùng ăn các loài native Hibiscus. They feed between webbed leaves of the
hostplant.